# Ferdinand Schmutzer
Ferdinand Schmutzer, né le 21 mai 1870 à Vienne et mort le 26 octobre 1928 dans la même ville, est un graveur, peintre et photographe autrichien. Il a photographié plusieurs personnalités allemandes et autrichiennes.

## Biographie
Ferdinand Schmutzer est issu d'une famille d'artistes viennoise. Son arrière-grand-père, le peintre et graveur Jacob Matthias Schmutzer, est chargé en 1766 de la construction, de l'organisation et de la direction de l'Académie de gravure que l'impératrice Marie-Thérèse venait de fonder ; son grand-père et son père sont sculpteurs. 
Il s'intéresse d'abord à la sculpture, puis étudie la peinture à l'Académie des Beaux-Arts de Vienne. Lors d'un séjour d'études aux Pays-Bas, le contact avec les œuvres de Rembrandt éveille son intérêt pour la gravure. 
Schmutzer connaît le succès avec ses portraits gravés de la haute société viennoise. Sigmund Freud, Albert Einstein, l'empereur François-Joseph ou le maire de Vienne Karl Lueger posent pour lui.
En 1901, Schmutzer devient membre de la Sécession viennoise ; en 1908, il est nommé professeur de gravure à l'Académie des beaux-arts de Vienne ; il en est le recteur de 1922 à 1924
En 1928, Ferdinand Schmutzer meurt à Vienne, à l'âge de 58 ans, dans sa villa de la Sternwartestraße. 

## Expositions
- 14 septembre – 16 octobre 1988 : Ferdinand Schmutzer. 1870–1928. Der Maler, Österreichische Galerie Belvedere, Vienne[1].
- 21 octobre 1998 - 10 janvier 1999 : Ferdinand Schmutzer – Porträtist des Wiener Geisteslebens (Radierungen),  Kupferstichkabinett, Académie des Beaux-Arts de Vienne.
- 8 novembre 2004 - 25 février 2005 : Der fotografische Blick des Malers. Die Wiener Gesellschaft aus der Sicht Ferdinand Schmutzers, Archives de Vienne.
- 30 novembre 2001 - 24 février 2002 : Ferdinand Schmutzer. Fotografien, Fotomuseum WestLicht (de), Vienne.
- 26 septembre 2008 - 25 janvier 2009 : Ferdinand Schmutzer : Freud und seine Zeit im Porträt (Radierungen, Fotos, Heliogravuren, Dokumente), Musée Sigmund-Freud, Vienne.

## Galerie de photographies

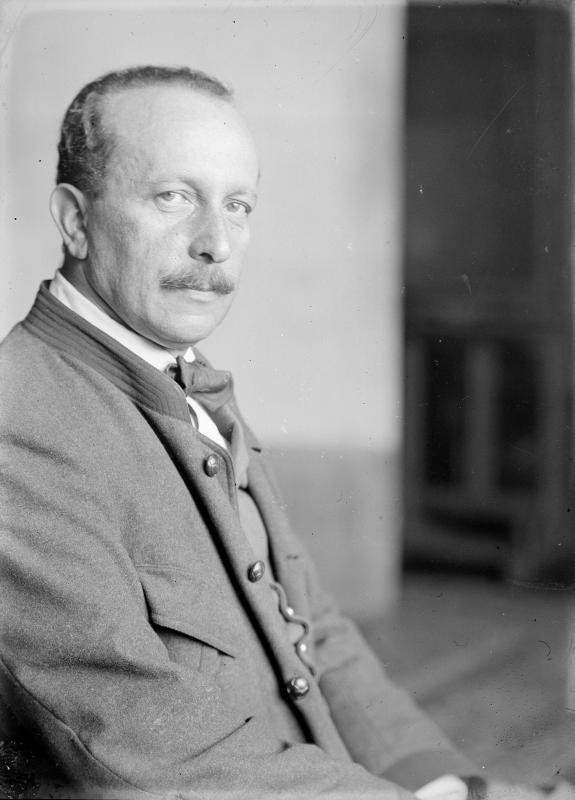
Felix Salten, 1910.
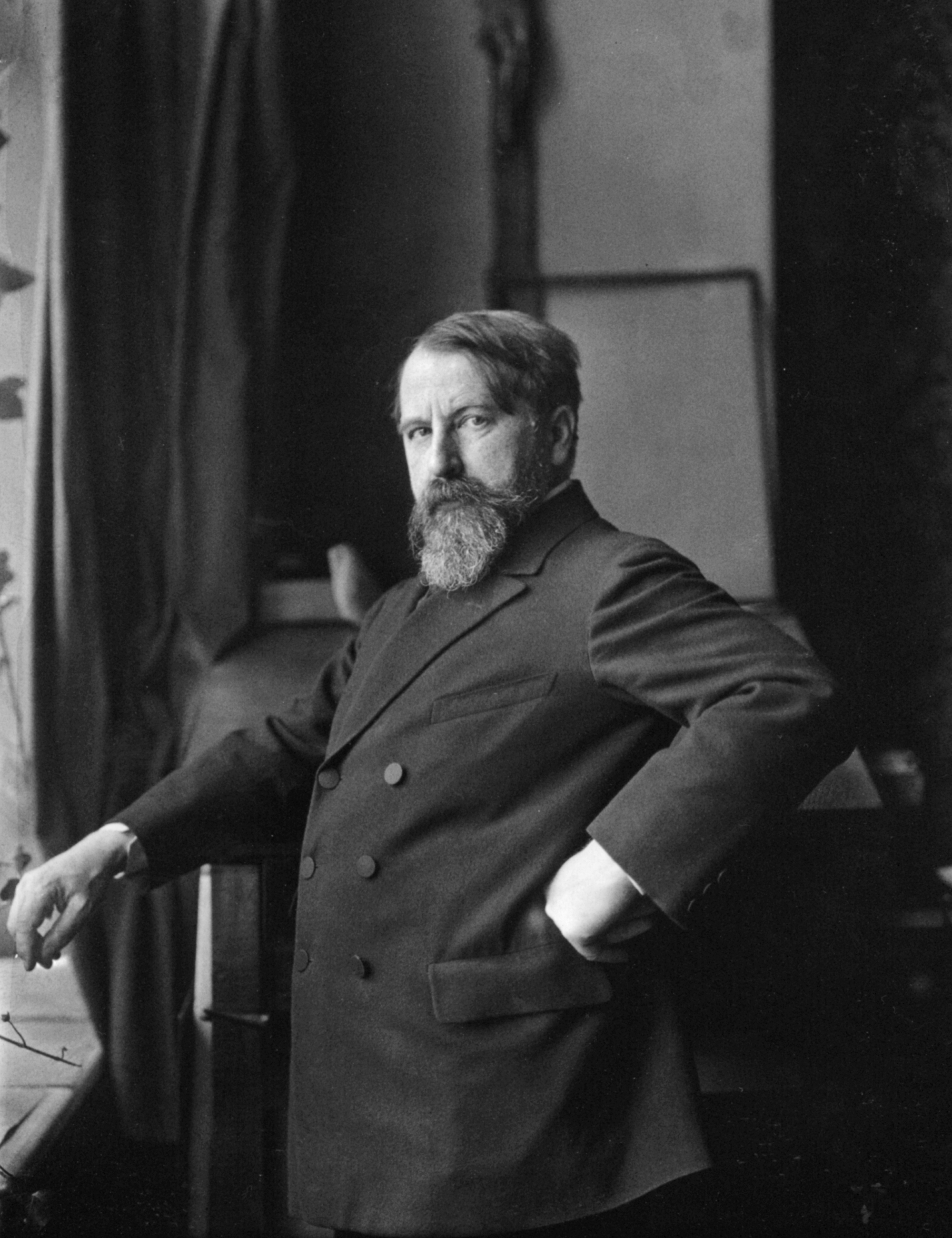
Arthur Schnitzler, 1912.
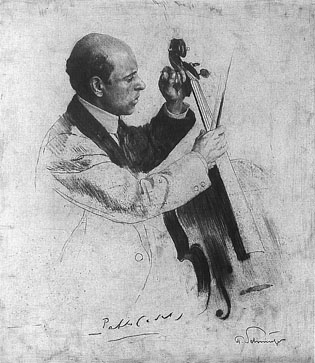
Pablo Casals, gravure, 1914.
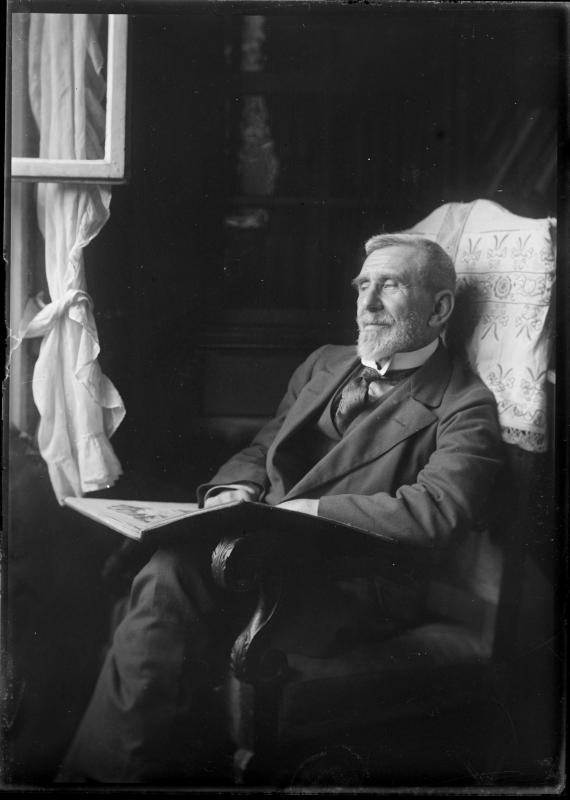
Friedrich Ohmann, 1920.
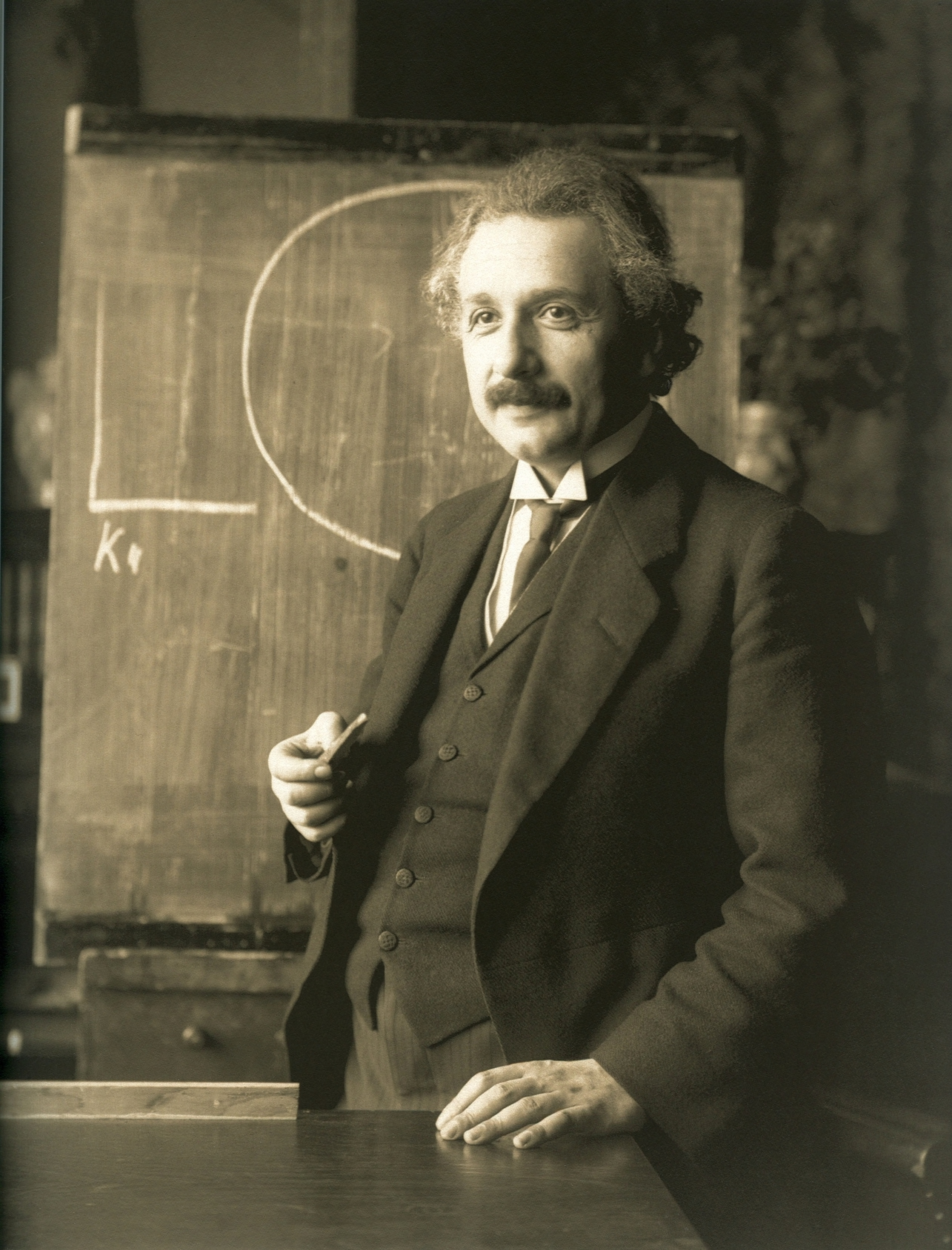
Albert Einstein, 1921.
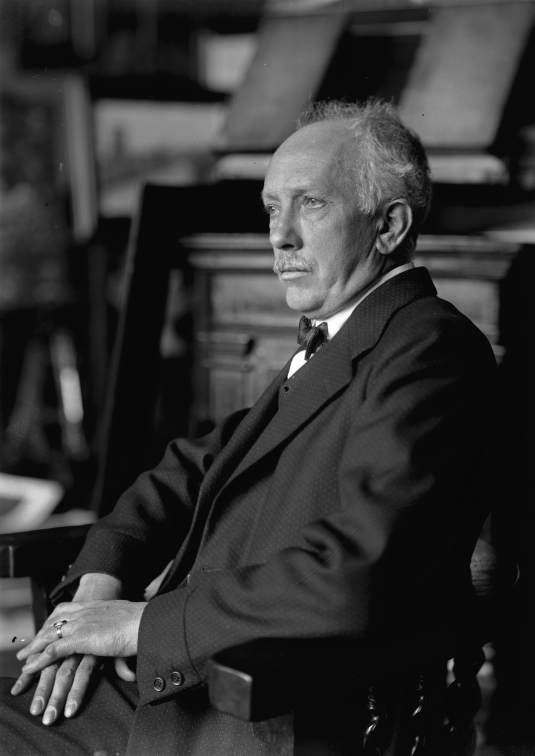
Richard Strauss, 1922.
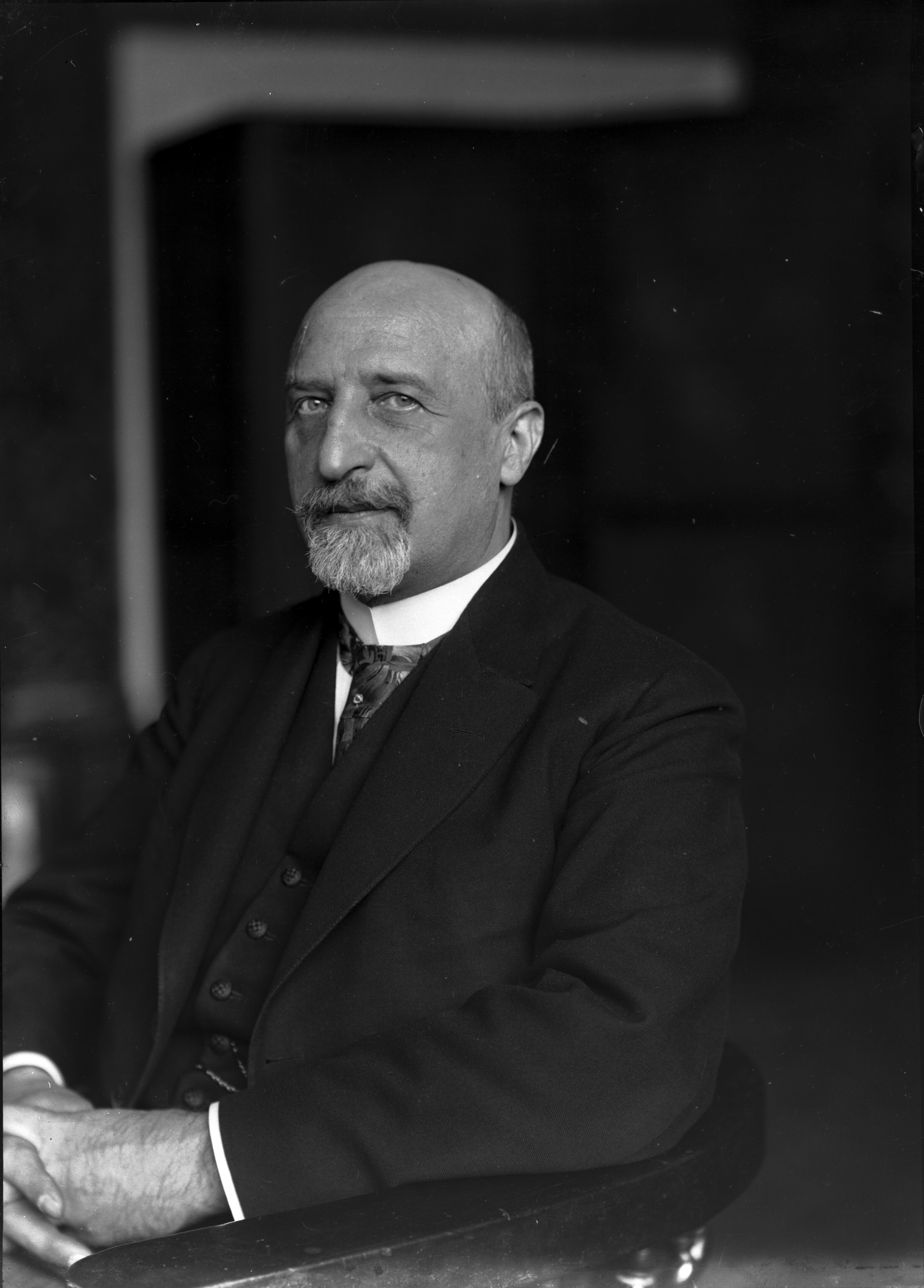
Karl Seitz, 1925.
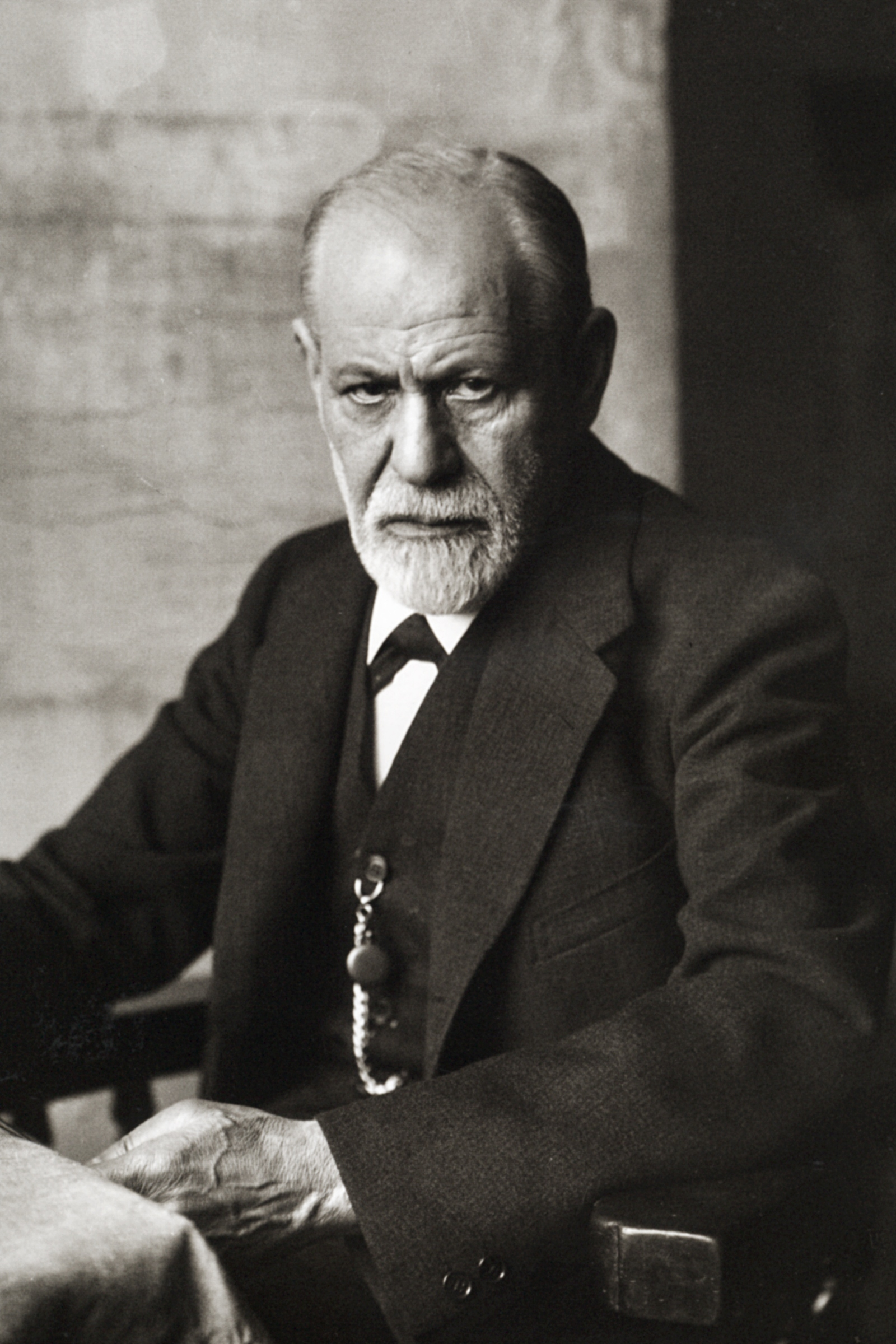
Sigmund Freud, 1926.
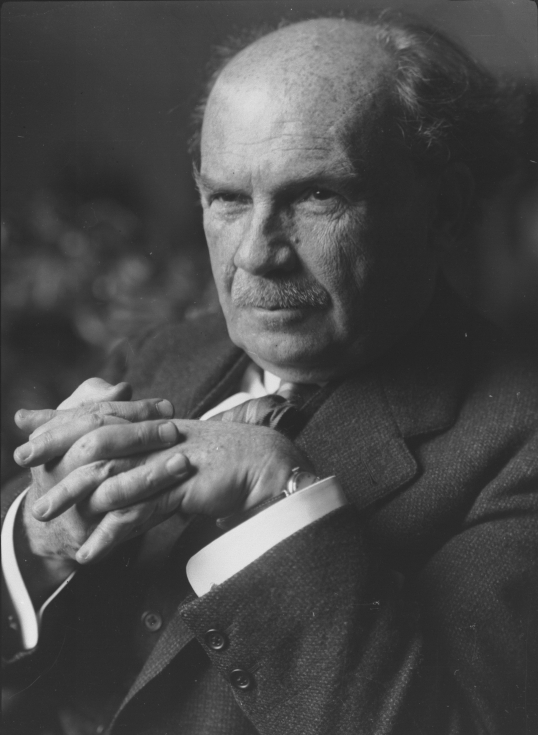
Eugen d'Albert.
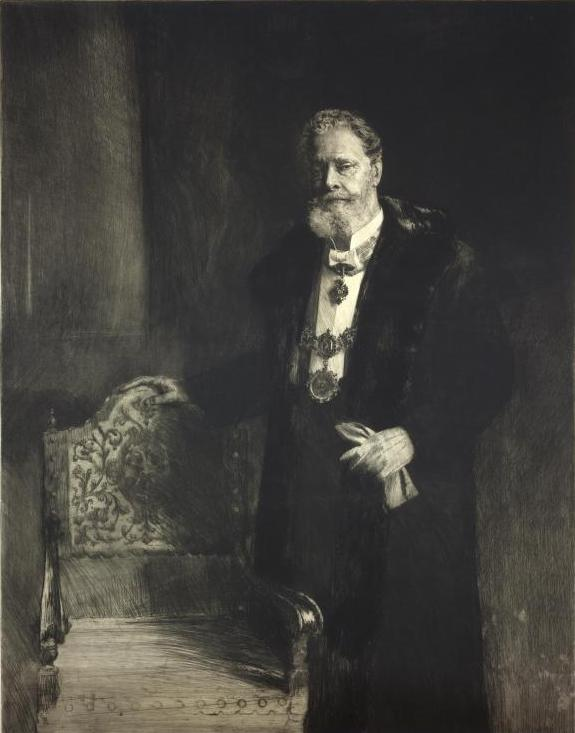
Karl Lueger.